# 1139
1139 (MCXXXIX) fue un año común comenzado en domingo del calendario juliano.

## Acontecimientos
- 25 de enero – Godofredo II, Conde de Lovaina se convierte en Duque de Brabante.[1][2][3]
- 8 de abril – Segundo Concilio de Letrán: Roger II de Sicilia es excomulgado por el Papa Inocencio II.[4][5]
- 8 de abril - Ruggero II es excomulgado.
- 4 de abril - 11 de abril - Se celebra el II Concilio de Letrán que confirma el concilio anterior. Los matrimonios clericales no son válidos. Hay un mito que dice que el celibato clerical se estableció en este concilio, siendo mentira ya que durante siglos posteriores los sacerdotes y papas continuaron casándose y teniendo hijos.
- 26 de julio - Alfonso I de Portugal se autoproclama Rey de Portugal y desde ese momento se considera que Portugal se independiza del Reino de León.

- 8 de julio o 21 de agosto - Guerras Jin-Song - Batalla de Yancheng: Dinastía Song el general Yue Fei derrota a un ejército dirigido por  Dinastía Jin general Wuzhu.[6]
- 30 de septiembre - Un terremoto de 7,3 golpea las montañas del Cáucaso en el Imperio selyúcida, causando una gran devastación y matando a 300.000 personas.[7]